# Seldżuk
Seldżuk (tur. Selçuk; arab. السلاجق) (? - zm. ok. 1007 w Dżandzie) – eponimiczny protoplasta rodu Seldżukidów.
Rodzina Seldżuka należała do plemienia Kynyk, według Mahmuda al-Kaszgari tego z plemion Oguzów, z którego mieli wywodzić się ich władcy. Wśród przodków Seldżuka wymienia się Temüra-jaligha oraz jego ojca, Dukaka (być może jednak Temür-jaligh i Dukak to ta sama osoba). Zarówno Dukak jak i Seldżuk mieli służyć Jabgu, władcy używającego tego wywodzącego się jeszcze z czasów kaganatu tureckiego tytułu, który panował w stworzonym przez Oguzów państwie mającym swoją zimową stolicę w Jangikencie w delcie Syr-darii, skąd rozciągało ono swoją władzę na ciągnące się aż do Wołgi stepy. Według niektórych źródeł Dukak i Seldżuk mieli jednak służyć chanowi Chazarów. Żydowskie imiona jakie ten drugi nadał swoim synom zdają się potwierdzać hipotezę, że przynajmniej w pewnym okresie jego rodzina znajdowała się pod wpływem chazarskiego judaizmu. Być może jednak były to tylko reminiscencje dawnych powiązań Oguzów z Chazarami.
Seldżuk miał sprawować u Jabgu ważne wojskowe stanowisko sübaši, jednak szybko został przez niego uznany za potencjalnego rywala i około 985 roku musiał uciekać z Jangikentu wraz ze swoją rodziną i zwolennikami, w sumie około setką ludzi. Zatrzymał się on w mieście Dżand, ważnym handlowym punkcie nad Syr-darią położonym na granicy wpływów islamu. W latach dziewięćdziesiątych rodzina Seldżuka miała nawrócić się na tę religię oraz podjąć walkę z pogańskimi Turkami, prawdopodobnie także Oguz Jabgu. W tych rajdach miał zginąć jeden z synów Seldżuka, Mika'il, który pozostawił do wychowania swojemu ojcu dwóch wnuków, Czaghri Bega i Tughril Bega. W tym okresie Seldżucy (czyli Oguzowie uznający przywództwo Seldżuka) zaczęli być rekrutowani przez Samanidów do walki z Karachanidami. Emir Nuh Ibn Mansur ok. roku 990 wziął na służbę Oguzów pod przywództwem innego syna Seldżuka, Arslana Isra'ila, którym następnie pozwolił osiedlić się w niewielkim mieście Nachszab lub Nur (obecnie Nur Ata). We współczesnych mu źródłach Seldżuk pojawia się po raz pierwszy w roku 992, kiedy to miał wspomagać Samanidów w ich walce z Hasanem Bughra-chanem. Nie wyemigrował on jednak na południe za Arslanem Isra'ilem i zmarł w Dżandzie ok. 1007 roku. Seldżuk miał czterech synów - oprócz wspomnianych już najstarszego Mika'ila i Arslana Isra'ila także Musę i Junusa, jednak tylko Arslan i Musa przeżyli ojca.